# Mossebrokvecklare
Mossebrokvecklare (Phiaris micana) är en fjärilsart som först beskrevs av Michael Denis och Ignaz Schiffermüller 1775.  Mossebrokvecklare ingår i släktet Phiaris, och familjen vecklare. Arten är reproducerande i Sverige.